# Jörg Gollasch
Jörg Gollasch (* 1967 in Peine) ist ein deutscher Theater-, Hörspiel- und Filmkomponist.

## Leben und Wirken
Nach dem Studium der Angewandten Kulturwissenschaften in Hildesheim (Hauptfächer Musik und Kunst) ging Jörg Gollasch 1997 nach Berlin an die Baracke am Deutschen Theater. Dort (und später an der Schaubühne) arbeitete er als Komponist und musikalischer Leiter mit Thomas Ostermeier bei diversen Inszenierungen zusammen, so an der Baracke bei Messer in Hennen, Shoppen und Ficken, Disco Pigs sowie unter anderem bei  Gier und Personenkreis 3.1 an der Schaubühne am Lehniner Platz.
Seit 2002 arbeitet er als freier Komponist, Arrangeur und Produzent an diversen Theatern im In- und Ausland (darunter Burgtheater Wien, Schauspielhaus Zürich, Schauspielhaus Hamburg, Berliner Ensemble, Deutsches Theater Berlin, Kammerspiele München, Residenztheater München, Schauspielhaus Bochum, Schauspiel Köln, Kretakör Theater Budapest, Maxim Gorki Theater) und mit Regisseuren wie zum Beispiel  Claus Peymann, Karin Henkel, Dieter Giesing, Matthias Hartman, Tom Kühnel, Árpád Schilling, Thomas Langhoff, Haken Savas Mican, Oliver Reese und Robert Schuster zusammen. Von 2013 bis 2017 war er auch als Komponist für die Inszenierungen von Dieter Wedel bei den Wormser und Bad Hersfelder Festspielen tätig.
Eine besonders enge Zusammenarbeit verbindet ihn seit 2004 mit der Regisseurin und Intendantin Karin Beier. In gemeinsamer Arbeit entstanden unter anderem die Inszenierungen Das Werk – Im Bus – Ein Sturz (Elfriede Jelinek), Die Schmutzigen, die Hässlichen und die Gemeinen (nach einem Film von Ettore Scola), beide am Schauspiel Köln, und Die Rasenden (unter Mitwirkung des Ensemble Resonanz) am Hamburger Schauspielhaus.
Seit einigen Jahren arbeitet Gollasch auch als Komponist für Hörspiele und wirkte an Produktionen für Sender wie SWR, SWF, RBB und Deutschlandradio mit. Außerdem ist er als Dozent auf Workshops und als Lehrender an der Hochschule für Schauspielkunst Ernst Busch tätig. Darüber hinaus arbeitet er als Filmkomponist, sowohl für Spiel- als auch für Dokumentarfilm (Bitte nach Mitte, Wildes Herz, Total trust).

## Filmografie (Auswahl)
- 2015: Familie verpflichtet
- 2017: Wildes Herz
- 2019: Bitte nach Mitte!
- 2023: Sophia, der Tod und ich
- 2023: Total Trust